# خوسيه فرانسيس
خوسيه فرانسيس (بالإسبانية: José Francesch)‏ (18 أغسطس 1908 – 22 أغسطس 1964) هو سبّاح إسباني راحل، مثّل بلاده في الألعاب الأولمبية الصيفية 1928.

## روابط خارجية
خوسيه فرانسيس على موقع الاتحاد الدولي للسباحة (الإنجليزية)
- خوسيه فرانسيس على موقع أوليمبيديا (الإنجليزية)